# Rhodoecia illinoisensis
Rhodoecia illinoisensis är en fjärilsart som beskrevs av French 1879. Rhodoecia illinoisensis ingår i släktet Rhodoecia och familjen nattflyn. Inga underarter finns listade.